# Franja Fronteriza Polaca
El término Franja Fronteriza Polaca (en alemán: Polnischer Grenzstreifen; en polaco: Polski Pas Graniczny) o Franja de la Frontera Polaca se refiere a aquellos territorios que el Imperio alemán quiso anexar del Zarato de Polonia después de la Primera Guerra Mundial. Apareció en los planes propuestos por funcionarios alemanes como territorio que anexaría el Imperio alemán después de una victoria esperada de los poderes centrales y alemanes. Los planificadores alemanes también previeron la expulsión forzada y el reasentamiento de la población polaca y judía, que serían reemplazados por colonos alemanes. El área propuesta de la Franja Fronteriza abarcaba hasta 30.000 km² (aproximadamente el tamaño de Bélgica), y hasta 3 millones de personas debían ser limpiadas étnicamente para dar lugar a los colonos alemanes. La franja también tenía la intención de separar a los habitantes polacos de la Gran Polonia de los prusianos del Zarato de Polonia.

## Detalles
La idea de una futura "zona de amortiguamiento" para ser eliminada de polacos y judíos se discutió oficialmente en los niveles más altos en 1914. En julio de 1917, el Mando Supremo alemán bajo el mando del General Ludendorff, como parte del debate y la planificación con respecto a la cesión de la "franja fronteriza" a Alemania, especificó sus propios diseños en un memorando. Propuso anexar una "franja fronteriza" muy ampliada de 20.000 kilómetros cuadrados, y limpiar étnicamente a su población polaca y judía (con un número de entre 2.000.000 y 3.000.000) de un territorio de 8.000 kilómetros cuadrados y asentarlo con alemanes étnicos. Los polacos que vivían en Prusia, especialmente en la provincia de Posen, debían ser "alentados" por medios no especificados para pasar al estado títere gobernado por los alemanes en el Reino de Polonia.
La minoría alemana que vivía en el Zarato de Polonia, que había sugerido anteriormente la anexión de todo el territorio hasta Łódź en una carta al gobierno alemán, también apoyó dichas propuestas. El gobierno alemán desarrolló y aceptó estos planes en marzo de 1918, y en abril obtuvo apoyo en la Cámara de los Señores de Prusia; los planes para esto se debatieron y desarrollaron en un amplio espectro de partidos políticos y grupos interesados, tales como científicos políticos, industriales y organizaciones nacionalistas como la Liga Pangermana.
Friedrich von Schwerin, jefe de administración en Frankfurt/Óder y presidente de la Sociedad para la Colonización Interna declaró que "el pueblo alemán, el mayor pueblo colonizador en la tierra, ha recibido una gran tarea de colonización. La actual guerra mundial ofrece la oportunidad para Alemania para reanudar de manera resuelta su misión colonizadora en el Este". Para administradores como Schwerin, el plan consistía en ir acompañado de una expulsión masiva de los polacos, como en sus palabras: "las nuevas tierras generalmente solo pueden ganarse a expensas de quienes poseen la tierra". La nobleza alemana en ciertas versiones del plan se convertiría en "administración colonial". El plan ha sido descrito por el historiador Hajo Holborn como la primera instancia en la historia europea moderna de planificar la eliminación de poblaciones enteras como una solución a los conflictos nacionales. Al eliminar a la población polaca, se evitaría toda resistencia a la germanización de los territorios polacos.
Parte de los planes fueron adoptados por la Alemania nazi después de la guerra, e implementados en el genocida Generalplan Ost.